# San Pedro Yeloixtlahuaca
San Pedro Yeloixtlahuaca es una localidad del estado mexicano de Puebla. Es cabecera del municipio de San Pedro Yeloixtlahuaca.

## Demografía
| Censo | Población |
| ----- | --------- |
| 1900  | 826       |
| 1910  | 933       |
| 1921  | 1322      |
| 1930  | 1580      |
| 1940  | 1115      |
| 1950  | 968       |
| 1960  | 1260      |
| 1970  | 741       |
| 1980  | 569       |
| 1990  | 727       |
| 1995  | 763       |
| 2000  | 817       |
| 2005  | 771       |
| 2010  | 842       |
| 2020  | 890       |